# 沙赫爾索曼村
沙赫爾索曼村（波斯語：شهرسمام，罗马化：Shahr-e Somām），是伊朗吉兰省阿姆拉什县兰库区科吉德鄉的一个村。2006年人口普查顯示該村人口为26人，分佈在8个家庭中。